# Helmitheros
Helmitheros là một chi chim trong họ Parulidae.